# Trật khớp vai

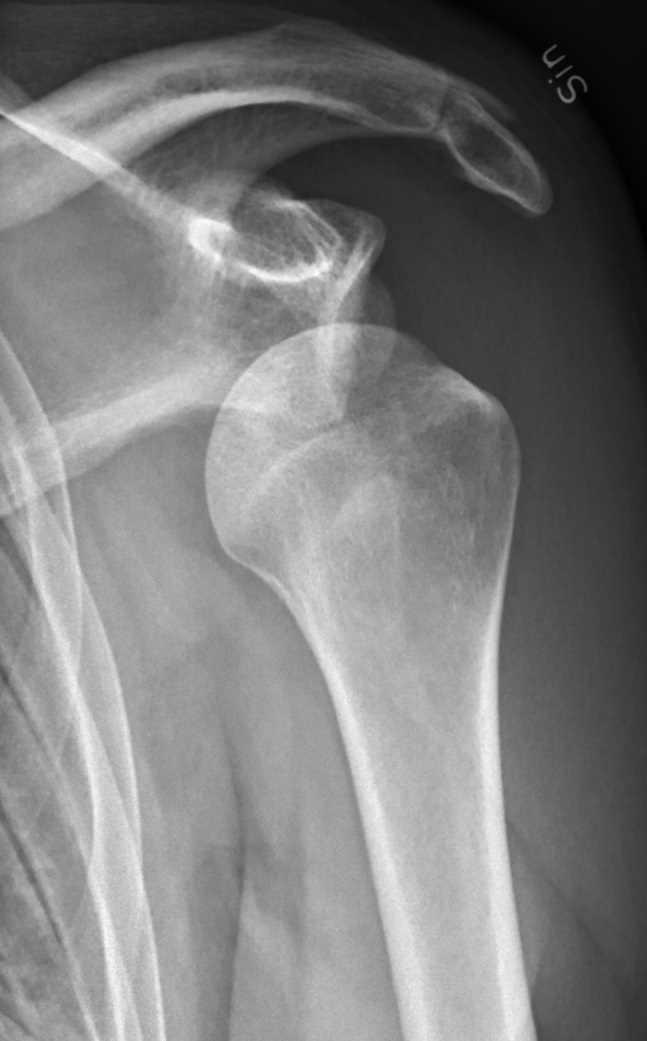
Ảnh chụp X quang của của một bệnh nhân 25 tuổi bị trật khớp vai trái

Trật khớp vai là khi đầu của xương cánh tay bị bật ra khỏi khớp vai. Các triệu chứng bao gồm đau vai và vai mất ổn định. Các biến chứng có thể bao gồm tổn thương Bankart, tổn thương Hill-Sachs, rách dây chằng ổ quay khớp vai hoặc tổn thương dây thần kinh nách.
Trật khớp vai thường xảy ra do ngã khi cơ thể bị đập vào một cánh tay dang ra hoặc ngã vào vai. Chẩn đoán thường dựa trên các triệu chứng và được xác nhận bằng chụp tia X. Chúng được phân loại thành cách loại trật khớp vai trước, sau, thấp hơn và vượt trội (superior) với hầu hết là trật khớp vai trước.
Điều trị bằng cách phục hồi vai có thể được thực hiện bằng một số kỹ thuật bao gồm phản lực kéo, xoay ngoài, thao tác tạo hình và kỹ thuật kích thích. Sau khi phục hồi khớp vai thì chụp tia X được khuyến nghị để xác minh chính thức. Cánh tay có thể được đặt treo cố định trong một vài tuần. Phẫu thuật có thể được khuyến nghị ở những người bị trật khớp tái phát.
Khoảng 1,7% số người bị trật khớp vai trong cuộc đời họ. Ở Hoa Kỳ, con số này là khoảng 24 trên 100.000 người mỗi năm. Trật khớp vai chiếm khoảng một nửa các trật khớp nói chung xảy ra trong các khoa cấp cứu. Nam giới bị trật khớp thường xuyên hơn nữ giới.

## Dấu hiệu và triệu chứng
- Đau đáng kể, đôi khi cảm thấy dọc theo cánh tay qua vai.
- Cảm giác rằng vai bị trượt ra khỏi khớp trong khi ép vai và xoay ngoài.[4]
- Vai và cánh tay giữ trong xoay ngoài (trật khớp trước), hoặc bị bó lại và xoay trong (trật khớp sau).[4] Tất cả chuyển động đều bị hạn chế
- Tê cánh tay.
- Vai trật khớp thấy rõ rệt. Một số trật khớp dẫn đến vai xuất hiện với hình vuông bất thường.
- Không sờ thấy xương ở bên vai.